# Kremsmünster
Kremsmünster (latinsky Cremifanum, česky dříve Kremžský klášter) je obec v horním Rakousku, asi 30 km jižně od Lince, v politickém okrese Kirchdorf, v kraji do jehož okresu patří. Leží na řece Krems a vznikla kolonizací lesa jako klášterní ves okolo benediktinského opatství Stift Kremsmünster, založeného roku 777.

## Historie

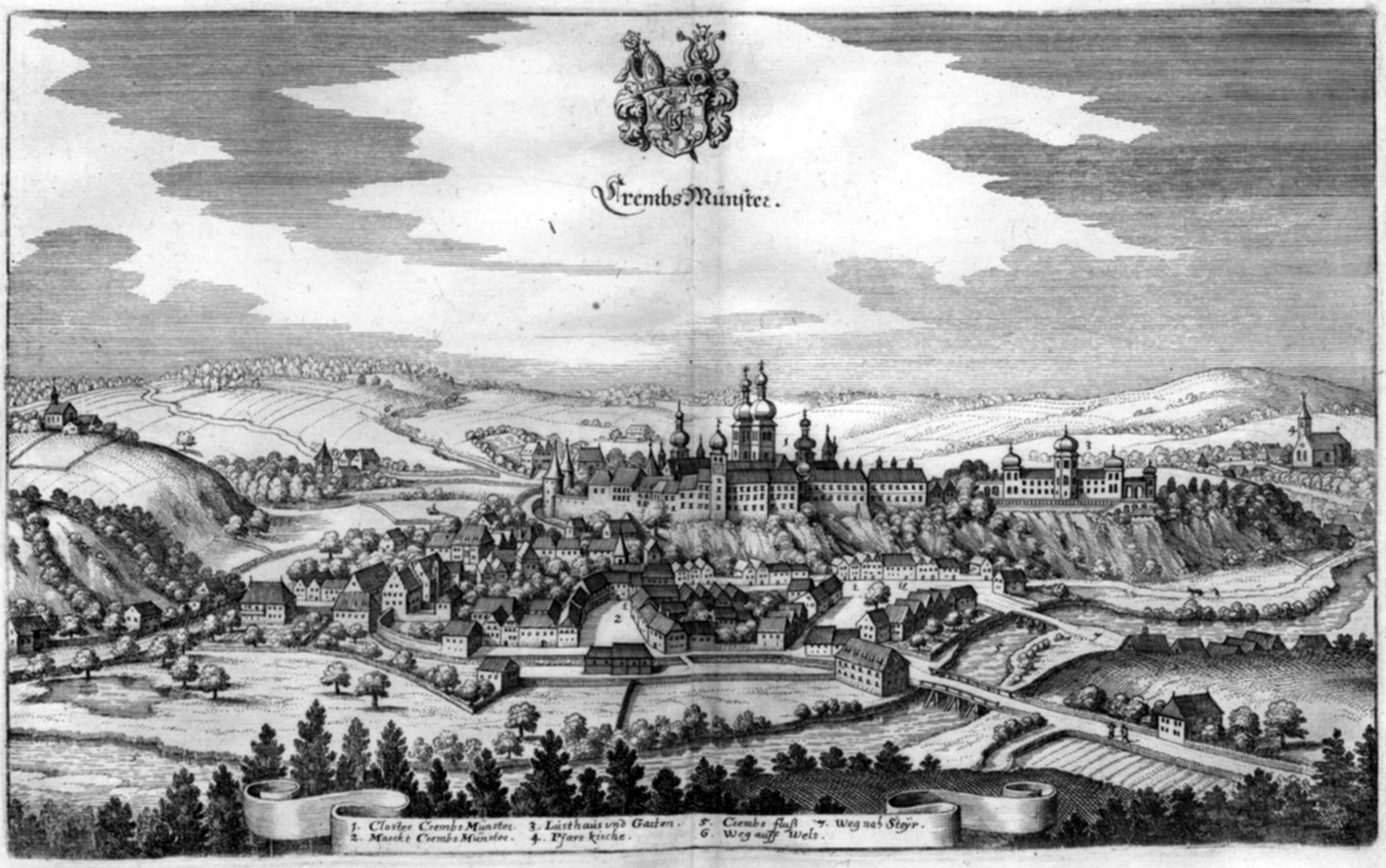
Plán Kremsmünsteru z roku 1655 Matthäus Merian

Úrodné území kolem řeky Krems bylo osídleno Bajúwary a od 7. století také Slovany, než došlo k jeho kolonizaci. Klášterní ves se popré připomíná k roku 1299 a roku 1469 jí císař Fridrich III. udělil tržní právo. Klášterní gymnázium bylo od roku 1549 otevřeno také pro laické studenty. Tržní ves se postupně rozrostla na prosperující městys a od roku 1850 sestával z pěti samostatných obcí. 

## Ekonomika
Kremsmünster je sídlem významné firmy Greiner, která zpracovává plastické hmoty a po světě zaměstnává na 7 000 lidí. Významný je podíl služeb cestovního ruchu.

## Kultura, památky a turistika
- V bývalé rychtě působí od roku 1812 nepřetržitě Theater am Tötenhengst, nejstarší ochotnické divadlo v Rakousku.
- poutní místo Heiligenkreuz s kostelem z let 1687-1690 od Carla Antonia Carloneho
- barokní zámek Kremsegg s muzeem hudebních nástrojů;
- Rybníky Schachenteiche leží 3 km severně od obce; byly založeny roku 1555 k odvodnění močálů, dnes významná přírodní rezervace ptactva.

## Opatství
Opatství Kremsmünster bylo založeno roku 777 bavorským vévodou Tassilem III. a s výjimkou let 1939-1945, kdy bylo zrušeno nacisty, trvá více než 1200 let. Podle legendy o jeho založení byl na tomto místě Tassilův syn Günther zabit na lovu kancem, což připomíná jednak cenný gotický mramorový epitaf z doby kolem 1300) v předsíni kostela, a dále heraldická figura vkance ve znaku obce i v erbu kláštera.

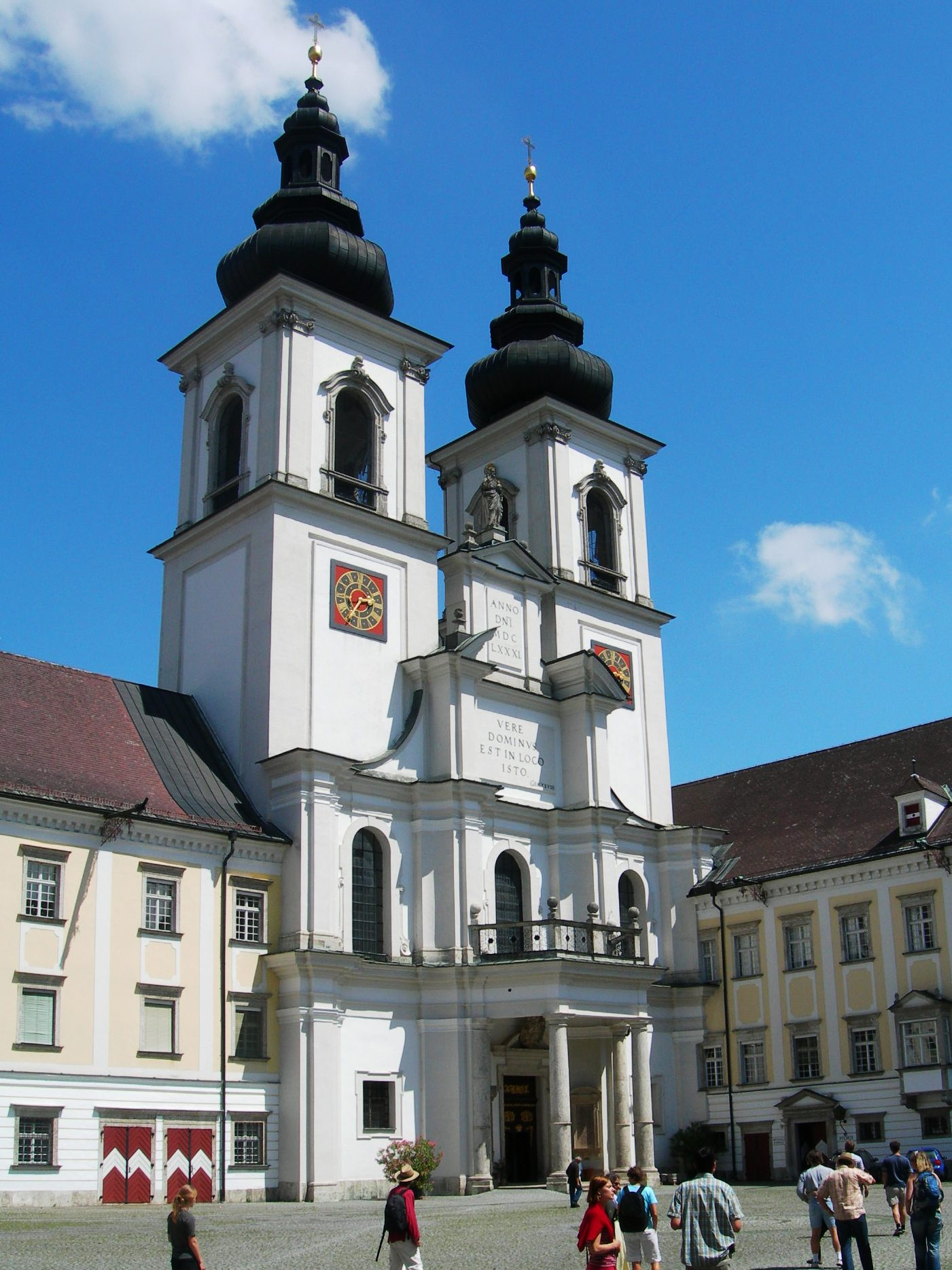
Průčelí kostela, G. B. Barberini (1681)

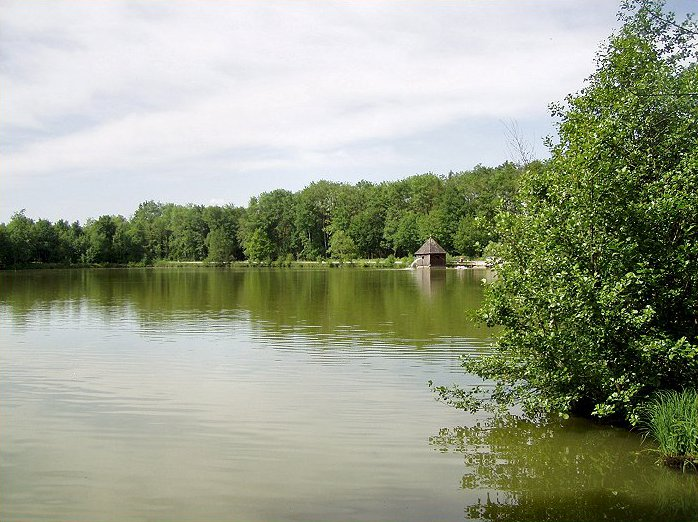
Rybník Velký Schachenteich

- Klášterní kostel svatého Agapita byl založen ve 12. století a dostavěn roku 1277 jako trojlodní románská basilika 78 m dlouhá, 21 m široká a s výškou hlavní lodi 18 m. Kostel má románský závěr se třemi apsidami a kruhovými okénky, v západním průčelí dvě věže a původně měl východní kryptu pod hlavním oltářem. V 17. století byl barokně přestavěn a vyzdoben podle projektu architekta Carla Antonia Carloneho, původní obvodové zdivo je z podstatné části zachováno. Průčelí kostela přestavěl Giovanni Battista Barberini roku 1681. Hlavní oltář s obrazem Michiela Coxieho:Svaté příbuzenstvo je z roku 1715, mříž oddělující mnišský chór od lodi je z roku 1718.
- Rozsáhlé budovy kláštera (délka jižního křídla je 290 m) mají středověké základy a na nich vznikaly od poloviny 17. století podle návrhu stavitele Jakoba Prandtauera. Skládají se z kvadratury konventu s kapitulní síní a refektářem.
- Prelatura má vlastní trakt se dvorem, reprezentační Císařský sál; navazuje na ni
- Klášterní knihovna, dlouhá 65 metrů; obsahuje 160 000 svazků rukopisů, grafických listů a starých tisků. Mezi nejvzácnější patří iluminovaný Codex millenarius, latinský rukopis čtyř evangelií, napsaný kolem roku 800. Na západní a severní straně lemují klášterní budovy nádrže pro chov ryb, dnes zčásti vypuštěné.
- Tzv. Matematická věž je původně astronomická observatoř a přírodovědné muzeum, zbudované podle osvícenských představ. Devítipatrová věž, vysoká 51 m, je jednou z nejstarších výškových staveb a byla postavena po roce 1760. V jednotlivých patrech jsou umístěny bohaté fyzikální, geologické, biologické a etnografické sbírky z 18. a 19. století, v nejvyšších poschodích je astronomická observatoř a kaple. Meteorologické záznamy se zde nepřetržitě vedou po více než 250 let, od roku 1860 je zde i seismografická observatoř a další.
- Klášterní gymnázium je od roku 1549 veřejnou školou. V letech 1818-1826 je navštěvoval spisovatel Adalbert Stifter, který psal hlavně o jihočeské historii a o Šumavě. V 21. století zde studovali mj. herec Jiří Mádl a frontman kapely The Drain Daniel Šubrt.
- Klášterní muzeum a pokladnice - obsahuje obrazy, sochy, paramenta, a preciosa, z nichž nejvzácnější je Tassilův kalich, významná památka karolínského zlatnictví, objednal jej Tassilo a jeho manželka Liutgarda roku 778, možná jako dar k založení kláštera.

## Galerie

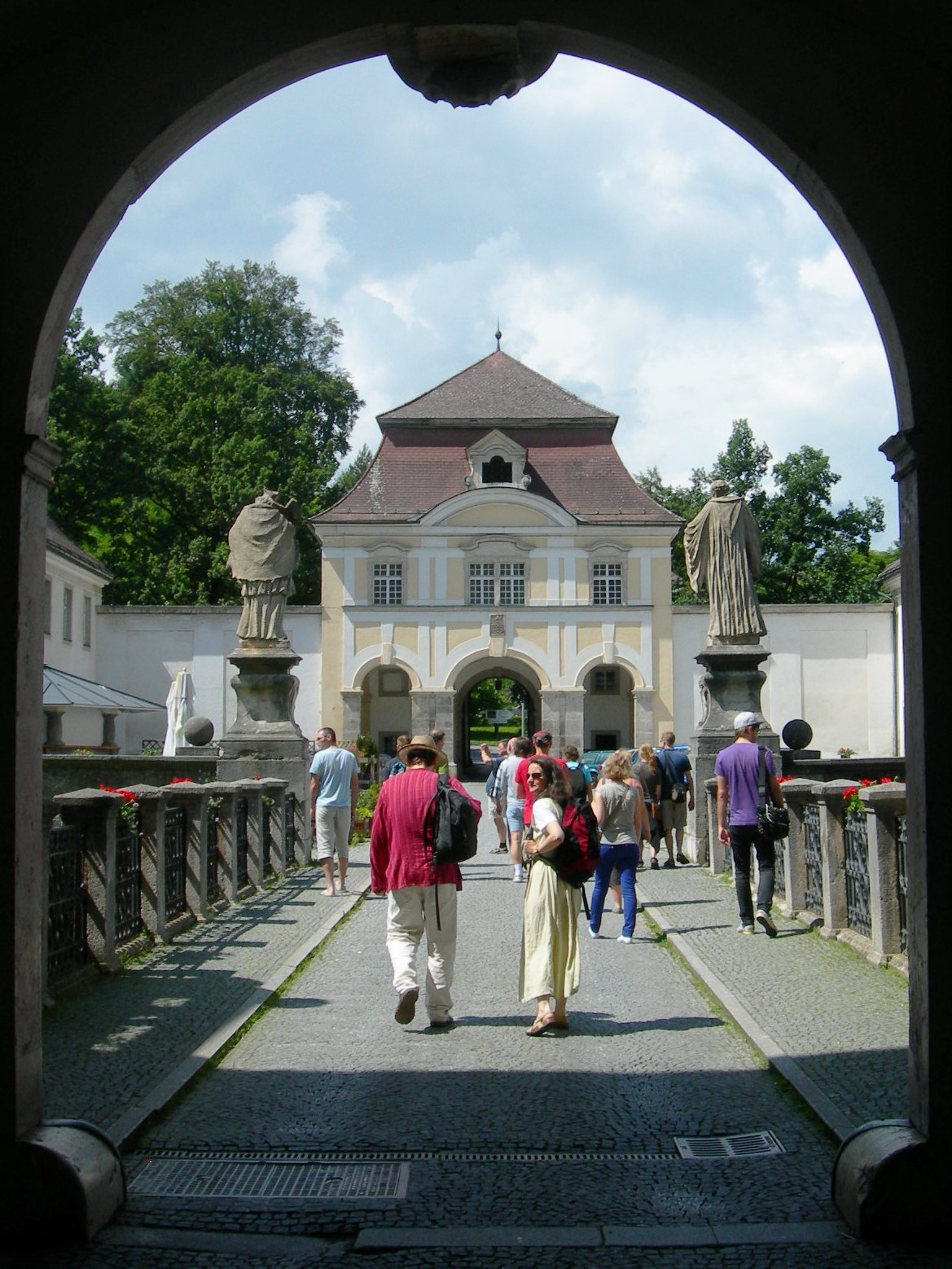
Brána kláštera
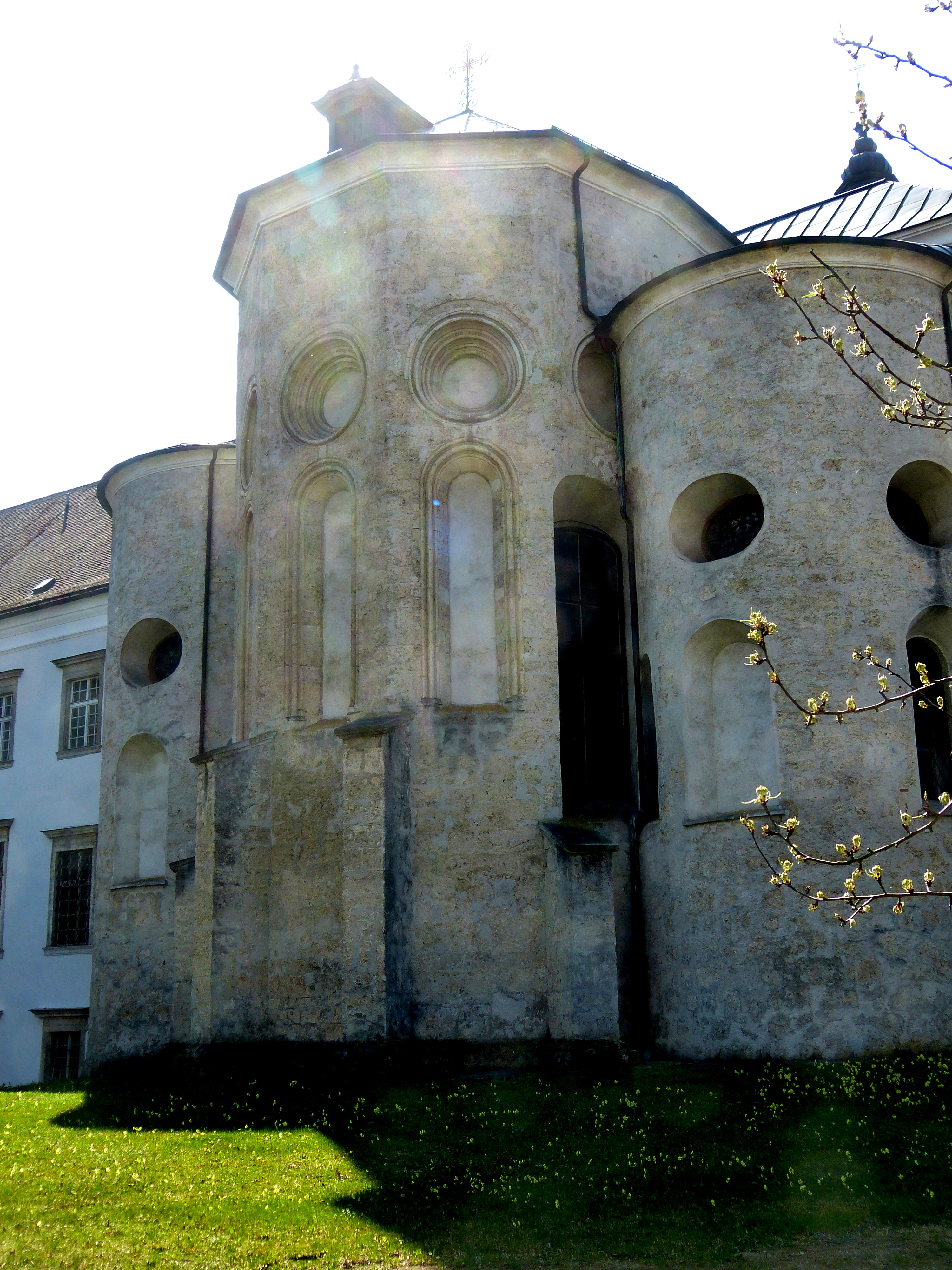
Románský závěr kostela
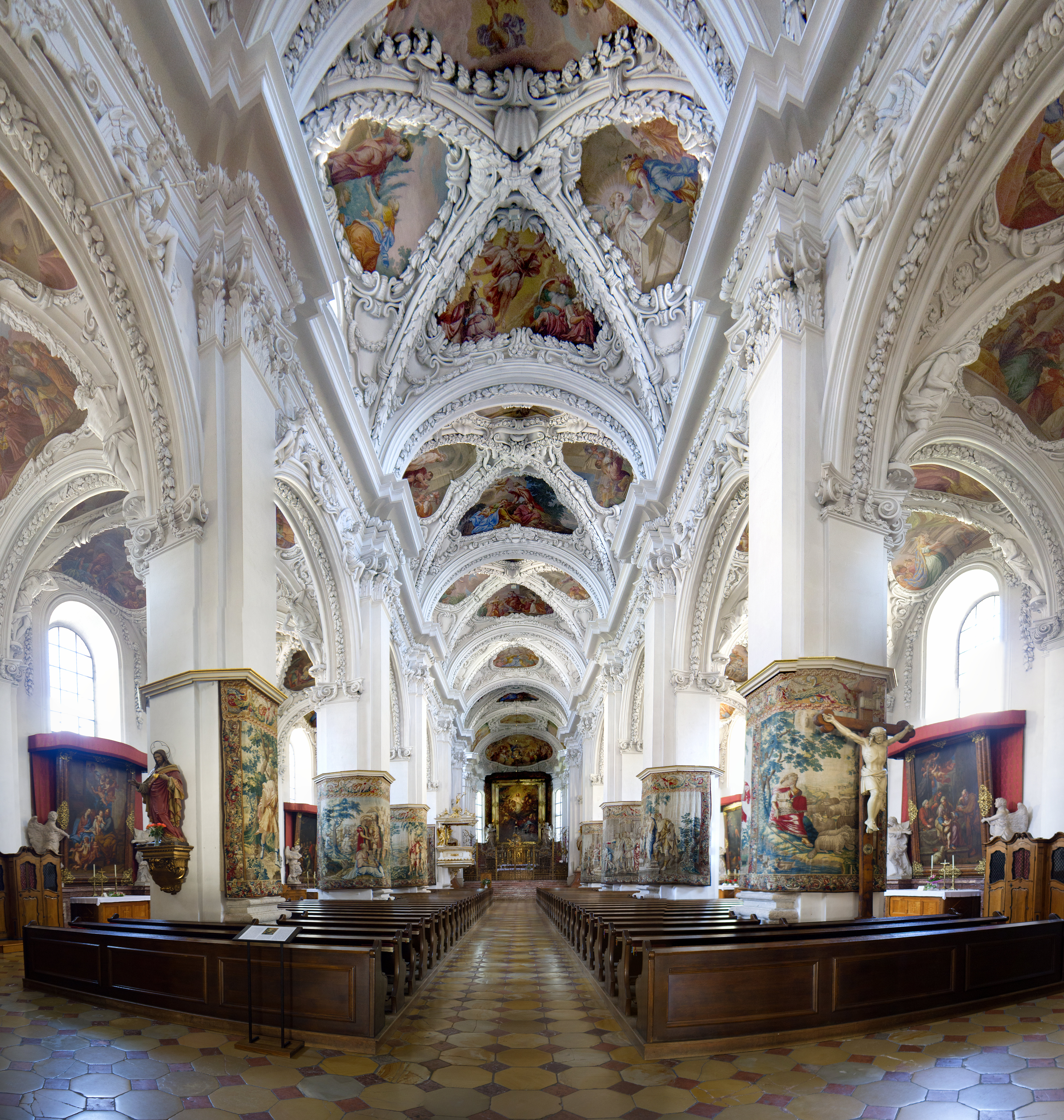
Interiér kostela
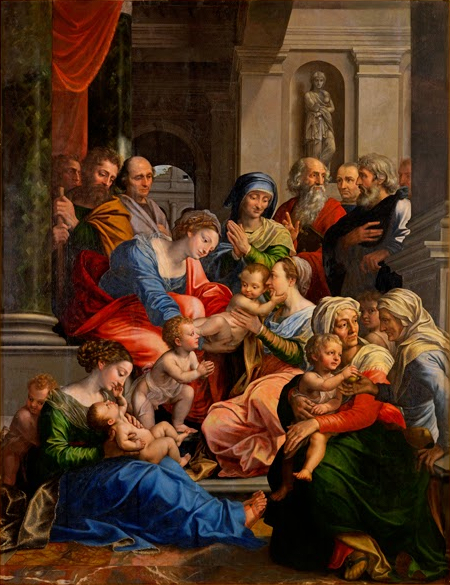
Michiel Coxie:Svaté příbuzenstvo
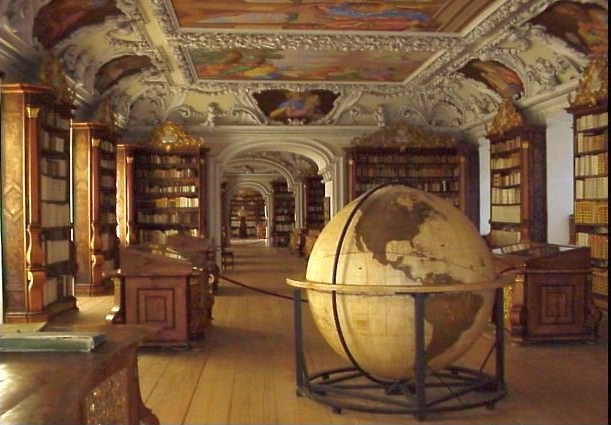
Klášterní knihovna
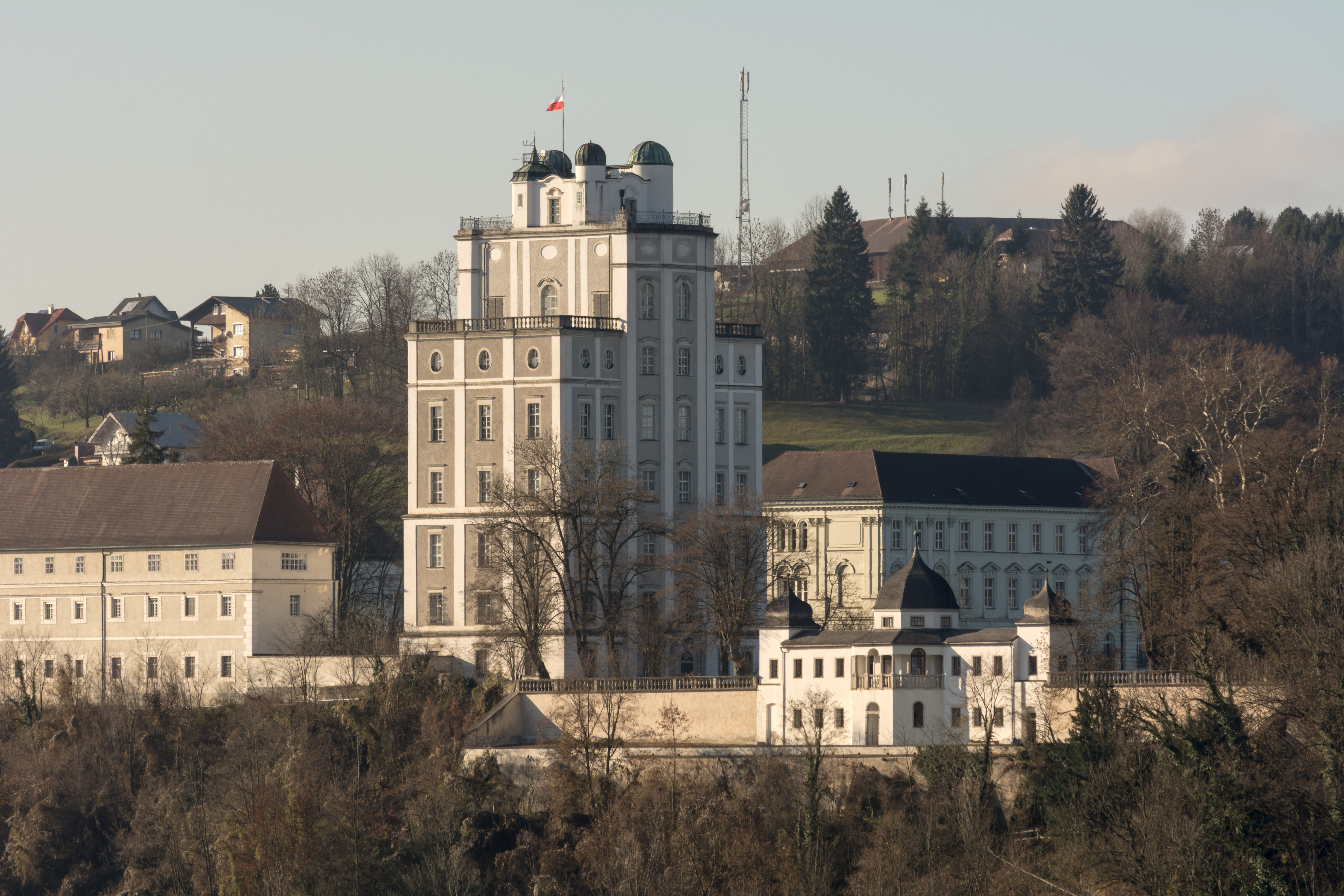
Matematická věž
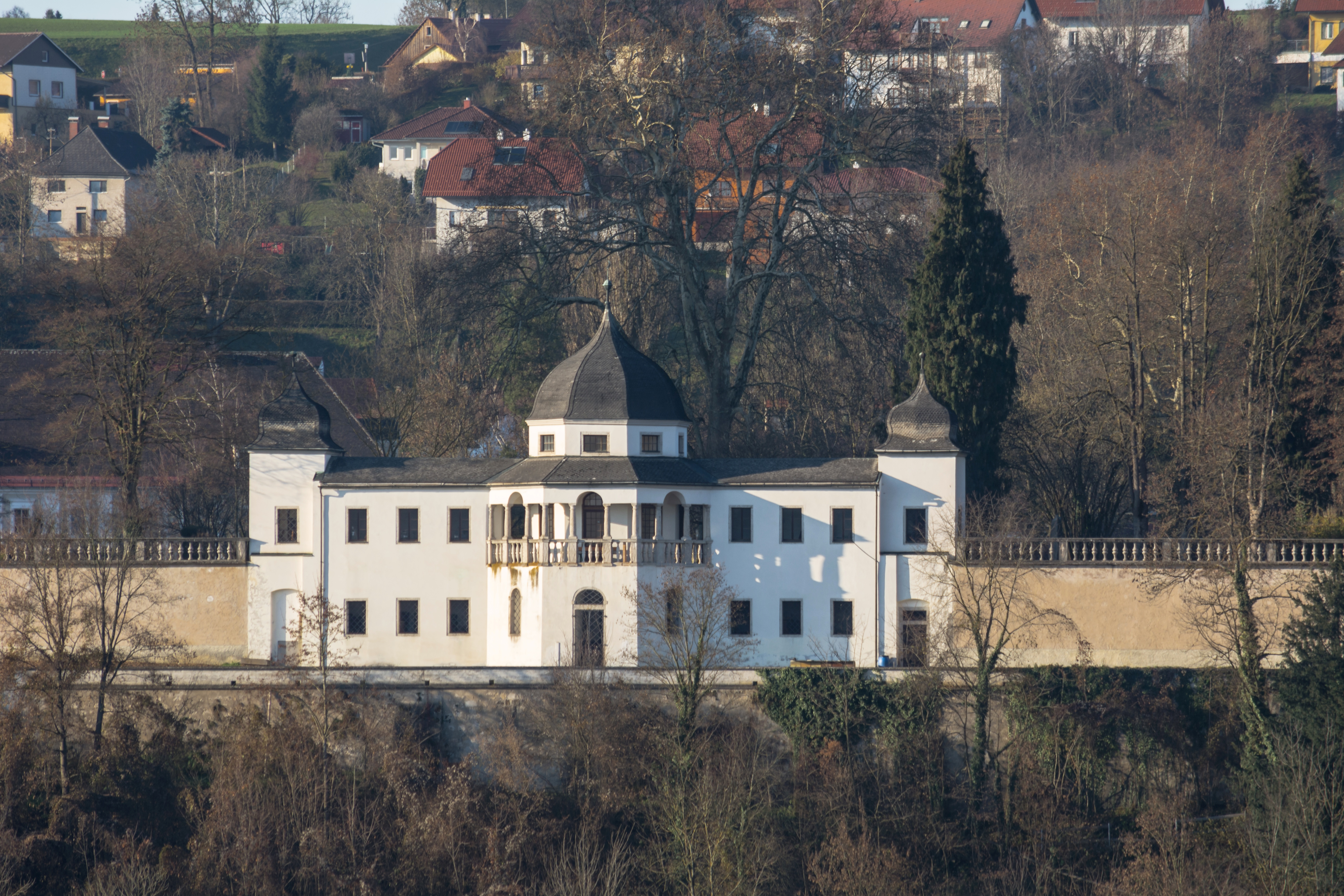
Zahradní domek
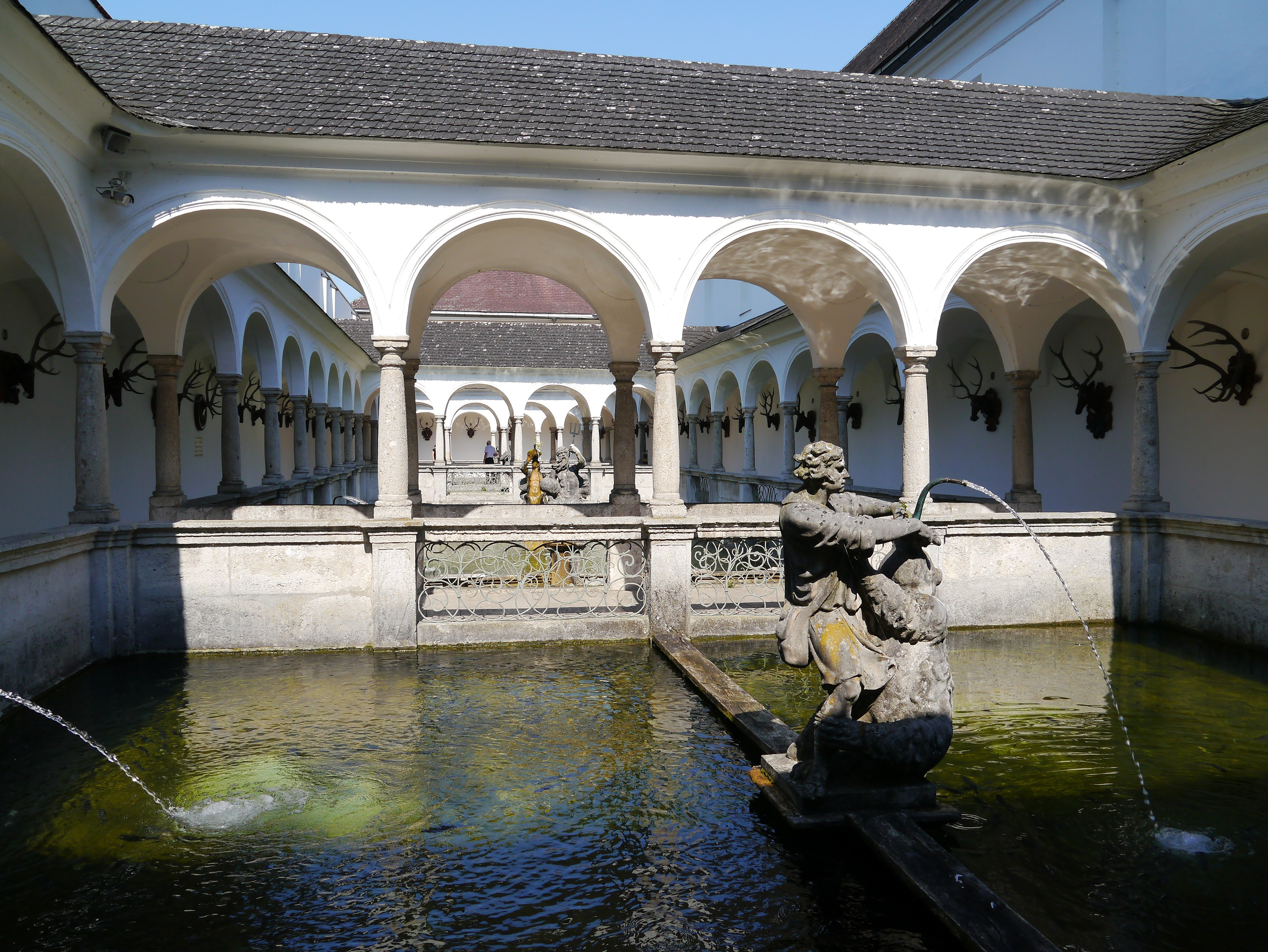
Konvent a nádrže na chov ryb
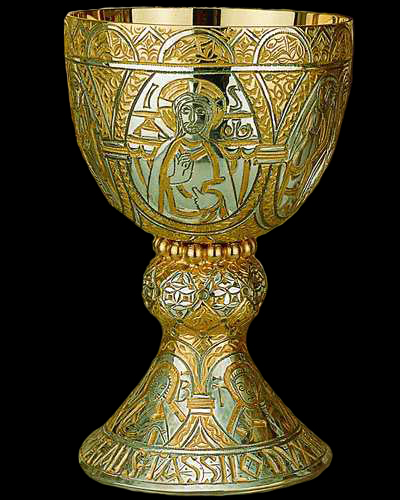
Tassilův kalich z 8. století (kopie)
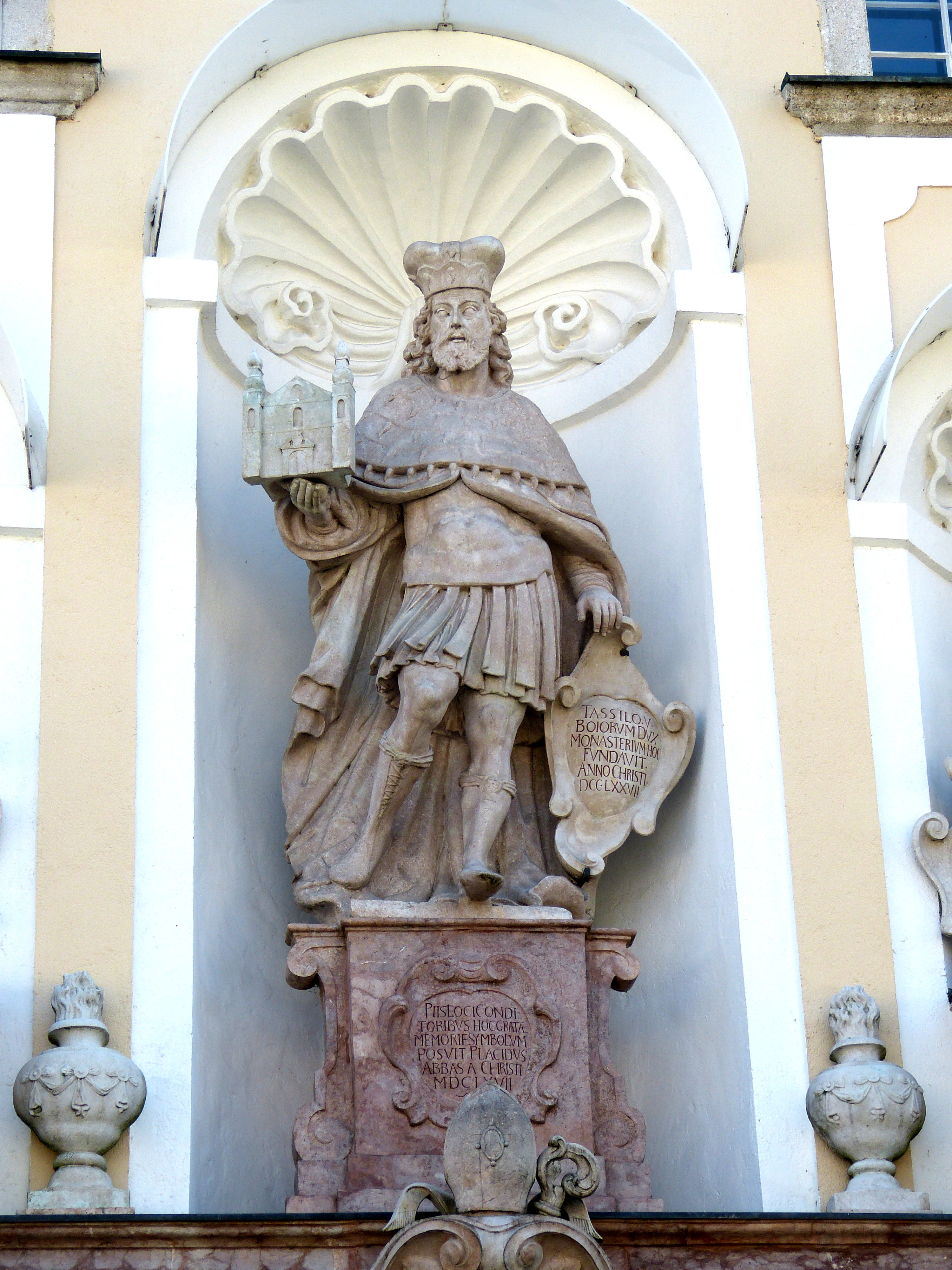
Socha Tassila III.